# La pasión griega (ópera)
La pasión griega (título original en inglés, The Greek Passion; en checo Řecké pašije) es una ópera en cuatro actos con música y libreto de Bohuslav Martinů, basado en la obra La pasión griega o Cristo de nuevo crucificado del autor griego Nikos Kazantzakis. Se estrenó en la Ópera de Zúrich el 9 de junio de 1961.

## Historia
La ópera existe en dos versiones.  Martinů escribió la versión original de 1954 a 1957.  Ofreció su versión original de la ópera en 1957 en la Royal Opera House, Covent Garden, donde el director musical, Rafael Kubelík, y el administrador general, John Webster, habían aprobado la partitura para su producción.  Sin embargo, después de la intervención de Sir Arthur Bliss, la compañía puso objeciones a la producción y no representó la obra en aquella época.
El compositor luego produjo una segunda versión de la ópera, que se estrenó en la Ópera de Zúrich el 6 de junio de 1961, tras la muerte de Martinů en 1959. La segunda versión recibió su estreno británico en la Ópera Nacional Galesa el 29 de abril de 1981, dirigida por Sir Charles Mackerras.  La primera producción estadounidense fue en 1981, en la Metropolitan Opera, en una producción de la Escuela de Música de la Universidad de Indiana. Sin embargo, la primera versión fue posteriormente restaurada bajo la supervisión de Aleš Březina.  La versión restaurada fue producida en Covent Garden en abril de 2000.  Esta versión recibió su estreno en la República Checa en enero de 2005.
Esta ópera rara vez se representa en la actualidad; en las estadísticas de Operabase aparece con sólo 9 representaciones en el período 2005-2010, siendo la primera de Martinů y la novena de la República Checa. En España, se estrenó en el Gran Teatre del Liceu en 1972; desde entonces, no se ha vuelto a representar.

## Grabaciones
- Supraphon 1116 3611/2: John Mitchinson, John Tomlinson, Helen Field; Coro Filarmónico Checo; Orquesta Filarmónica Estatal de Brno; Sir Charles Mackerras, director
- Koch Schwann 3-6590-2: Adrian Clarke, Eric Garrett, Esa Ruuttunen, Greg Ryerson, Richard Angas; Orquesta Sinfónica de Viena; Ulf Schirmer, director
- Supraphon SU 3984-2 (2cd): Vilem Pribyl et al.; Orquesta Sinfónica de la Radio Checa; Libor Pesek (1983/2010)